# Kiekenstein
Koordinaten: 51° 50′ 52″ N, 9° 26′ 3″ O

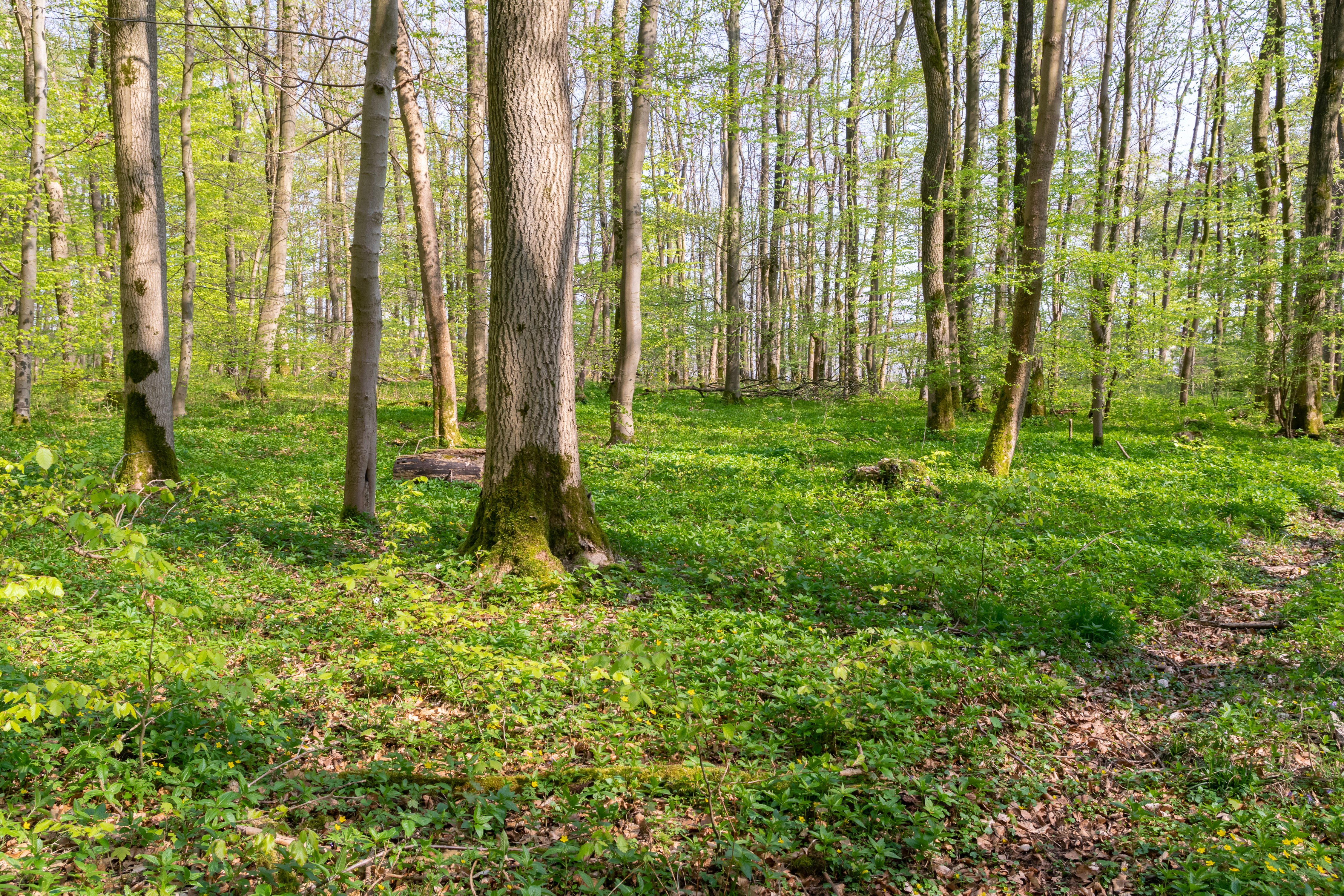
Naturschutzgebiet Kiekenstein (April 2018)

Das Naturschutzgebiet Kiekenstein liegt auf dem Gebiet der Stadt Höxter im Kreis Höxter in Nordrhein-Westfalen.
Das Gebiet erstreckt sich nordöstlich der Kernstadt Höxter, nordwestlich der Kernstadt Holzminden und nördlich von Stahle, einem Ortsteil der Stadt Höxter. Am östlichen Rand des Gebietes verläuft die B 83, östlich fließt die Weser, nördlich und östlich verläuft die Landesgrenze zu Niedersachsen.

## Bedeutung
Das etwa 58,3 ha große Gebiet mit der Schlüssel-Nummer HX-051 steht seit dem Jahr 1993 unter Naturschutz. Schutzziele sind 
- die „Erhaltung und Entwicklung naturnaher basenreicher, meist kraut- und geophytenreicher Waldmeister-Buchenwälder, Orchideen-Kalk-Buchenwälder sowie Schlucht- und Hangmischwälder“ und
- die „Erhaltung der natürlichen Kalkfelsen und die Entwicklung ihrer Felsspaltenvegetation und typischen Fauna.“[2]